# Ширвиндт, Максим Лазаревич
Макси́м Ла́заревич Ши́рвиндт (1893, Лида, Лидский уезд, Виленская губерния, Российская империя — 19 декабря 1936, Ленинград, СССР) — советский историк философии, профессор.

## Биография
Родился в Лиде в семье Лазаря Моисеевича Ширвиндта. Двоюродный брат правоведа Евсея Ширвиндта, доктора медицинских наук Бориса Ширвиндта, двоюродный дядя актёра Александра Ширвиндта и учёного Бориса Ширвиндта.
В 1916 году окончил юридический факультет Харьковского университета, затем переехал в Петроград, где работал в Русско-Азиатском банке, был участником революционных событий 1917 года. В 1919 году отправился добровольцем на Мурманский фронт Гражданской войны, был комиссаром батальона, был политработником. В 1920—1921 годах инспектор политического управления РККА.
В 1921—1924 годах учился на философском отделении Института красной профессуры под руководством видного советского философа Абрама Моисеевича Деборина. С августа 1924 по ноябрь 1925 года работал в библиотеках Лондона и Берлина.
В 1925—1930 годах заведующий кафедрой исторического материализма в Ленинградском политехническом институте.
В 1920-е годы относился к левой оппозиции внутри РКП(б) и ВКП(б), в связи с чем исключён из партии 17 января 1928 года, восстановлен 22 октября 1930 года.
В 1930—1933 годах заведующий кафедрой исторического материализма в Плановом институте. В 1930 году под редакцией Б. А. Фингерта и М. Л. Ширвиндта вышел сборник «Основные течения современной психологии». В сборнике, кроме них, принимал участие Л.С. Выготский, написавший для него статьи о гештальтпсихологии и эйдетизме, а также С. Г. Геллерштейн со своей главой о психотехнике. Общая позиция авторов, заявленная в предисловии, написанном Фингертом, заключалась в том, что «марксистской психологии, в подлинном смысле этого слова, пока ещё нет, и ни одно из существующих в СССР направлений не имеет права присваивать себе подобное наименование». Отсюда следовало равноправие всех школ отечественной психологии и желание впитать всё ценное, что могли дать разнообразные направления зарубежной психологии. 
Спустя некоторое время весь первый номер журнала «Психология» за 1932 год был посвящён разоблачению «меньшевиствующего идеализма» в психологии. Книгу рецензент Ф. Музылев объявил «ярким проявлением меньшевиствующего идеализма на фронте психологии», который здесь «разоблачён» ещё недостаточно в отличие от «философского фронта». Главным обвинением против «представителей деборинского философского руководства в психологии» было «непризнание ленинского принципа партийности теории». Правильная партийная психология не нуждалась в научном анализе западных теорий
22 апреля 1933 года арестован ОГПУ, но 11 мая 1933 года был освобождён.
В 1934—1935 годах заведующий кафедрой истории философии в ЛИФЛИ. В январе 1935 года исключён из ВКП(б) 4 февраля 1935 года вновь арестован и Особым совещанием при НКВД СССР приговорён к ссылке, первоначально был выслан в Енисейск, а затем в Туруханск.
В октябре 1935 года арестован в Туруханске, затем этапирован в Ленинград. Осуждён к высшей мере наказания 19 декабря 1936 года приговором выездной сессии Военной коллегии Верховного Суда СССР под председательством В. В. Ульриха за «за участие в троцкистско-зиновьевской террористической организации, подготавливавшей террористические акты против руководителей ВКП(б)». Расстрелян в день вынесения приговора. Реабилитирован 13 января 1999 года.
Последние несколько лет жизни работал над докторской диссертацией «Шеллинг как философ романтики», которая при аресте Ширвиндта утрачена.

## Публикации
- Ширвиндт М. Л. Психоанализ / Под ред. Б. А. Фингерта, М. А. Ширвиндта // Основные течения современной психологии: Сборник научных трудов. — 1930. — С. 126—152.
- Ширвиндт М. Л. „Бихэвиоризм“ Уотсона / Под ред. Б. А. Фингерта, М. А. Ширвиндта // Основные течения современной психологии: Сборник научных трудов. — 1930. — С. 153—177.
- Основные течения современной психологии: Л. Выготский, С. Геллерштейн, Б. Фингерт, М. Ширвиндт. — 1930. Архивировано 7 декабря 2020 года.